# زبان بوگوم
زبان بوگوم همچنین به نام‌های (Bogghom, Bohom, Burom, Burum, Burrum) شناخته می‌شود؛ و مردم هاوسا (Hausa) آنها را به نام‌های (Burmawa, Borrom Boghorom, Bokiyim) می‌شناسند.

## توضیحات
بوگوم یک زبان آفریقایی آسیایی (زبان‌های آفروآسیایی) است که توسط اکثریت مردم کانام نیجریه استفاده می‌شود. مردم بوگوم زبان عمدتاً کشاورزان هستند، گرچه برخی از آنها نیز در پرورش حیوانات مشغول به فعالیت هستند و از لحاظ تاریخی شکار یک شغل عمده این مردم بوده‌ است.
بوگوم یکی از هشت زبانی است که در واژگان باراوا (Ɓarawa) [شامل هشت زبان بائوچی جنوبی (چاد غربی)] به چشم می خورد: (Jimi, Zul, Geji, Polci, Dott, Sayanci, Buli and Boghom).
جمعیتی که به زبان بوگهوم سخن می‌گویند را در حدود ۱۶۲۰۰۰ نفر اعلام کرده‌اند.